# Willem Horsman

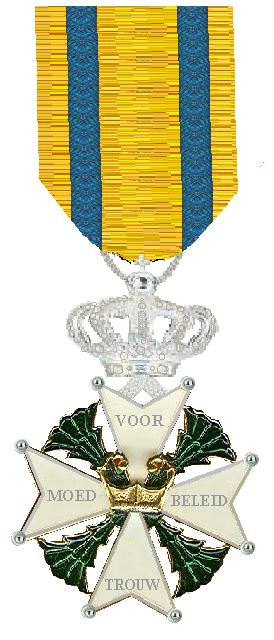
Ridder MWO

Willem Horsman (Amsterdam, 21 februari 1909 - Indische Oceaan, 11 november 1942) was een Nederlands kapitein en zeeheld, die omkwam in een zeeslag met de Japanse marine, waarbij hij een Japanse kruiser tot zinken bracht. Hij volgde de Zeevaartschool in Amsterdam en voer op koopvaardijschepen.

## Korte levensbeschrijving
Hij werd geboren op 21 februari 1909 te Amsterdam  waar hij de Zeevaartschool volgde. Op 20-jarige leeftijd trad hij als 4e stuurman in dienst bij de Halcyon-lijn en maakte hij enkele reizen op de s.s. ,,Vredenburg" en ,,Maasburg". De Oost lokte hem echter meer en nog in het jaar 1929 trad hij in dienst van de Nederlandsch-Indische Tank-Stoomboot Maatschappij en vertrok hij met een driejarige verbintenis en een gage van f 180,- per maand aan boord van de mailboot ,,Jan Pieterszoon Coen". In Indië deed hij de eerste jaren dienst op een groot aantal schepen o.a. Iris, Sambodja, Mesarong, Dione, Petronella, Paula en Ista. In 1933 haalde hij in Batavia zijn 2e rang. Na een verlof in Nederland vertrok hij in 1934 weer naar Indië, nu voor een gage van f 154,- per maand, want in die crisisjaren logen de bezuinigingen er niet om. 
Weer voer hij een aantal jaren op diverse schepen en behaalde in 1936 in Batavia zijn 1e rang. In 1936 huwde hij in Singapore met Adriana Wilhelmina Rijnhart, en scheidde een jaar later weer van haar. Het duurde tot 1938 voordat hij inderdaad tot 1e stuurman werd bevorderd.
Als zodanig voer hij op de ,,Jan Carstenz", de,,Rotula", de,,Manvantara" en de ,,Ena". Omdat Nederland inmiddels bezet was, bracht Willem Horsman in juli 1942 drie maanden verlof door in Australië.
Na terugkeer van dit verlof werd hij op de relatief jeugdige leeftijd van 33 jaar belast met het commando over het m.s. ,,Ondina" op 31 oktober 1942. Slechts elf dagen na zijn promotie sneuvelde hij, staande op de brug van de ,,Ondina", vanwaar hij de mensen had gelast in de boten te gaan.

## Slag in de Indische Oceaan
Als gezagvoerder van het motorschip Ondina voer Horsman in de Indische Oceaan onder bescherming van de Britse mijnenveger en korvet HMIS Bengal (J243) (onder Lt. Cdr. W.J. Wilson, RNR). De Ondina was een moderne tanker met een motor van Werkspoor gebouwd voor de scheepvaartmaatschappij La Corona van Shell.
Op 5 november 1942 verlieten de Ordina en de Bengal de haven van Fremantle, Australië. Op 11 november werden beide schepen aangevallen door twee Japanse kruisers, in wat gezien wordt als de laatste actie van Japanse raiders. De Bengal zag een aanval aankomen en opende het vuur om de Ondina gelegenheid te geven om te ontsnappen. Maar omdat de Ondina over het betere geschut (een kanon van 10,5 cm) beschikte, besloot de Horsman te blijven. De Japanse 'Aikoku Maru' (kapitein Tamotsu Oishi) en 'Hokoku Maru' (kapitein Hiroshi Imazato) beschoten de Ondina waarbij de hoofdmast verloren ging. Een voltreffer van de Ondina op het torpedogeschut van de 'Hokoku Maru' leidde tot een explosie en een vuurbal. Kapitein Imazato gaf opdracht het schip te verlaten en kwam zelf om; 278 overlevenden van de bemanning van 354 werden opgepikt door het andere Japanse schip, dat de beschieting voortzette. Ten slotte moest de Bengal opgeven bij gebrek aan munitie.
De kapitein van de Aikoku Maru meende de Ondina onherroepelijke schade te hebben toegebracht en voer weg. Maar de Ondina slaagde erin op 18 november Fremantle te bereiken. Door het verlies van de Hokoku Maru gaf de Japanse marine haar raids op.
Horsman kwam om tijdens het vuurgevecht en kreeg een zeemansgraf.

## Onderscheiding
Prins Bernhard reikte aan het motorschip Ondina op 8 november 1948 de zeldzame onderscheiding Koninklijke Vermelding bij Dagorder uit. Horsman kreeg postuum de Militaire Willems-Orde.

## Vernoemingen
Behalve de reddingsboot van Schiermonnikoog, geschonken door de Kon. Shell
groep, zijn naar Willem Horsman genoemd:
- een flatgebouw in de zeeheldenbuurt te Zwijndrecht;
- de in de 60er jaren populaire wandelmarsen te Overschie.

## Tentoonstelling
Van 2 juli tot 17 augustus 2009 was er een tentoonstelling genaamd Willem Horsman ‘Natuurlijk doorgaan’
in het gemeentehuis van Schiermonnikoog. Deze tentoonstelling werd samengesteld door Horsmans neef Willem Geluk.

Van 6 oktober - 15 december 2011 was er een tentoonstelling in het Stadsmuseum Steenwijk.